# Société des étudiants suisses
Pour les articles homonymes, voir STV et SES.
 (septembre 2021).
Si vous disposez d'ouvrages ou d'articles de référence ou si vous connaissez des sites web de qualité traitant du thème abordé ici, merci de compléter l'article en donnant les références utiles à sa vérifiabilité et en les liant à la section « Notes et références ».
La Société des étudiants suisses (SES), en allemand Schweizerischer Studentenverein (Schw. StV ou StV) est une faîtière de sociétés d'étudiants suisse, fondée en 1841. Plus grande société de ce type en Suisse, elle compte environ soixante sections actives dans les gymnases, universités ou les hautes écoles. 
La SES est une société chrétienne, membre de la Fédération européenne des associations confessionnelles d’étudiants.

## Fondation
La Société des étudiants fut fondée au mois d'août 1841 par d'anciens étudiants du collège de Schwytz, dans le but de promouvoir la défense des idéaux conservateurs, en réaction à la pression exercée par les gouvernements libéraux et radicaux sur les conservateurs. Son but fut alors défini comme une « union dans l’amitié et la science, pour le bien de la patrie ». Lorsque la guerre du Sonderbund éclate en 1847, la Société des étudiants suisses y prend part du côté des cantons catholiques. 
La première section s'ouvre le 16 janvier 1843 : la Zaehringia, société alémanique du collège Saint-Michel. Elle fut suivie par la Suitia, le 16 avril à Schwyz.

## Couleurs
Les trois couleurs symbolisant la SES sont le rouge, le blanc et le vert, symbolisant l'amitié (rouge), la vertu (vert) et la science (blanc). Ce sont ces trois couleurs qui se retrouvent sur les couleurs (rubans) et casquettes des différentes sections composant la SES.

## Structure
La Société est dirigée par un comité central de 5 membres provenant de diverses sections, entièrement renouvelé chaque année lors de l'assemblée générale des actifs (réunissant tous les membres encore aux études), qui a traditionnellement lieu le dernier week-end du mois d'août. Pour l'année académique 2007-2008, la société était présidée pour la première fois de son histoire par une femme, Judith Scherzinger, étudiante de l'université de Fribourg et membre de la AV Staufer.
Les membres de la Société ayant terminé leurs études sont réunis au sein de la Fédération des Anciens ayant son propre comité.
Le comité de la Fédération des Anciens et le Comité Central réunis forment l'organe exécutif de la Société entière, sous le nom de Conseil de la SES (StV-Rat).
Par ailleurs, la Société des Etudiants Suisses dispose de diverses commissions dans lesquelles les Actifs et les Anciens sont représentés. Ces commissions sont:
- La Commission Foi & Vie traitant de questions religieuses et organisant chaque année un pèlerinage à Ziteil (canton des Grisons)
- La Commission politique de formation traitant de politique universitaire
- La Commission politique dédiée à la politique générale
- La Commission de Gestion faisant office d'organe de révision comptable et disposant de la haute surveillance sur les organes dirigeants de la Société.

## Groupements
À l'intérieur de la SES, les sections peuvent se fédérer en groupements, réunissant des sociétés liées par des caractéristiques communes.
Les groupements existant actuellement sont:
- Le Bund Akademischer Kommentverbindungen (également nommé Block), formé de 7 sections (toutes alémaniques et uniquement masculines) parmi les plus conservatrices ;
- La Fédération romande, réunissant la plupart des sections francophones ;
- Le Fachhochschulbund regroupant les sociétés germanophones des hautes écoles autres que les Universités (écoles d'ingénieurs, Hautes Écoles Spécialisées) ;
- La Gymnasia regroupant les sociétés gymnasiales de langue allemande.

Un groupement nommé Reform, composé de sociétés plus libérales, a existé mais a été dissous (certaines de ses sections membres existent par contre toujours)

## Sociétés membres

### Sociétés actives
| Prédicat | Nom de la société     | Ville                           | Mixité    | Langue   | Fondation |
| -------- | --------------------- | ------------------------------- | --------- | -------- | --------- |
| SG       | Greviria              | Bulle                           | mixte     | français | 1989      |
| GV       | Abbatia Wilensis      | Wil                             | mixte     | allemand | 1978      |
| SHE      | Activitas             | Fribourg                        | mixte     | français | 1917      |
| SG       | Agaunia               | Saint-Maurice                   | mixte     | français | 1859      |
| AKV      | Alemannia             | Fribourg                        | masculine | allemand | 1895      |
| GV       | Angelomontana         | Engelberg                       | mixte     | allemand | 1907      |
| SG       | Arvésia               | Genève                          | masculine | français | 1946      |
| AV       | Berchtoldia           | Berne                           | mixte     | allemand | 1917      |
| GV       | Berovia               | Beromünster                     | mixte     | allemand | 1983      |
| AV       | Bodania               | Saint-Gall                      | masculine | allemand | 1925      |
| GV       | Brigensis             | Brigue                          | mixte     | allemand | 1843      |
| AKV      | Burgundia             | Berne                           | masculine | allemand | 1865      |
| SAKV     | Corona Sangallensis   | Saint-Gall                      | masculine | allemand | 1896      |
| GV       | Corvina               | Einsiedeln                      | mixte     | allemand | 1848      |
| AV       | Curiensis             | Coire                           | masculine | allemand | 1848      |
| GV       | Desertina             | Disentis                        | mixte     | allemand | 1990      |
| AV       | Die Gundoldinger      | Lucerne                         | mixte     | allemand | 1958      |
| FHV      | Die Habsburger        | Brugg                           | masculine | allemand | 1966      |
| FHV      | Die Nothensteiner     | Saint-Gall                      | masculine | allemand | 1984      |
| GV       | Fidelitas             | Schaffhouse                     | mixte     | allemand | 2005      |
| AV       | Froburger             | Bâle                            | mixte     | allemand | 1939      |
| AV       | Fryburgia             | Fribourg                        | masculine | allemand | 1918      |
| AB       | Glanzenburger         | Zürich                          | masculine | allemand | 1959      |
| AV       | Goten                 | Fribourg                        | mixte     | allemand | 1953      |
| AV       | Helvetia Friburgensis | Fribourg-en-Brisgau (Allemagne) | mixte     | allemand | 1843      |
| AV       | Helvetia Oenipontana  | Innsbruck (Autriche)            | mixte     | allemand | 1860      |
| AV       | Helvetia Romana       | Rome (Italie)                   | mixte     | allemand | 1850      |
| AV       | Kybelia               | Saint-Gall                      | féminine  | allemand | 1999      |
| AKV      | Kyburger              | Zürich                          | masculine | allemand | 1912      |
| SA       | Lémania               | Lausanne                        | masculine | français | 1891      |
| AV       | Leonina               | Fribourg                        | mixte     | allemand | 1896      |
| RV       | Markovia              | Wangen                          | mixte     | allemand | 1965      |
| GV       | Monte Pacis           | Gossau                          | féminine  | allemand | 1998      |
| GV       | Munatia               | Bâle                            | mixte     | allemand | 1991      |
| AKV      | Neu-Romania           | Fribourg                        | masculine | allemand | 1938      |
| AV       | Notkeriana            | Saint-Gall                      | mixte     | allemand | 1990      |
| SG       | Nuithonia             | Fribourg                        | mixte     | français | 1845      |
| AV       | Orion                 | Zürich                          | mixte     | allemand | 1964      |
| GV       | Palatia Solodorensis  | Soleure                         | mixte     | allemand | 1955      |
| GV       | Penthesilea           | Appenzell                       | féminine  | allemand | 1993      |
| AKV      | Rauracia              | Bâle                            | masculine | allemand | 1863      |
| CA       | Rezia                 | Fribourg                        | mixte     | romanche | 1939      |
| GV       | Rotacher              | Appenzell                       | masculine | allemand | 1941      |
| GV       | Rusana                | Altdorf                         | mixte     | allemand | 1918      |
| SA       | Salévia               | Genève                          | masculine | français | 1876      |
| SA       | Sarinia               | Fribourg                        | mixte     | français | 1895      |
| SAV      | Seetalensis           | Hochdorf                        | masculine | allemand | 1975      |
| AV       | Semper Fidelis        | Lucerne                         | masculine | allemand | 1843      |
| AV       | Staufer               | Fribourg                        | mixte     | allemand | 1937      |
| AV       | Steinacher            | Saint-Gall                      | masculine | allemand | 1953      |
| GV       | Struthonia            | Stans                           | mixte     | allemand | 1909      |
| GV       | Subsilvania           | Sarnen                          | mixte     | allemand | 1860      |
| GV       | Suitia                | Schwytz                         | masculine | allemand | 1843      |
| GV       | Surlacia              | Sursee                          | mixte     | allemand | 1991      |
| AV       | Turicia               | Zürich                          | masculine | allemand | 1860      |
| AV       | Waldstättia           | Lucerne                         | mixte     | allemand | 1891      |
| AV       | Welfen                | Zürich                          | mixte     | allemand | 1921      |
| GV       | Wikinger              | Immensee                        | mixte     | allemand | 1967      |
| GV       | Zähringia             | Fribourg                        | mixte     | allemand | 1843      |

### Sections inactives
| Prédicat | Nom de la société    | Ville              | Mixité    | Langue            | Fondation |
| -------- | -------------------- | ------------------ | --------- | ----------------- | --------- |
| AV       | Agorà                | Fribourg           | mixte     | allemand          | 1971      |
| SG       | Ardenvensia          | Sion               | mixte     | français          | 1988      |
| SG       | Aster                | Fribourg           | mixte     | français          | 1967      |
| GV       | Audacia              | Pfäffikon          | masculine | allemand          | 1994      |
| FHV      | Daltonia             | Muttenz            | masculine | allemand          | 1976      |
| FHV      | Die Ruithonen        | Burgdorf           | masculine | allemand          | 1900      |
| AV       | Helvetia Lovaniensis | Louvain (Belgique) | mixte     | allemand français | 1872      |
| AV       | Helvetia Monacensis  | Munich (Allemagne) | masculine | allemand          | 1844      |
| GV       | Himeria              | Porrentruy         | mixte     | français          | 1925      |
| SA       | Lepontia Bernensis   | Berne              | masculine | italien           | 1931      |
| SA       | Lepontia Cantonale   | Locarno            | masculine | italien           | 1885      |
| SA       | Neuburgia            | Neuchâtel          | mixte     | français          | 1995      |
| AV       | Neu-Welfen           | Zürich             | masculine | allemand          | 1946      |
| GV       | Paludia              | Heerbrugg          | mixte     | allemand          | 1991      |
| SG       | Rhodania             | Sion               | mixte     | français          | 1846      |
| SA       | Romania Turicensis   | Zürich             | masculine | français          | 1930      |
| SA       | Romania Bernensis    | Berne              | masculine | français          | 1945      |
| SA       | Sancta Johanna       | Fribourg           | mixte     | français          | 2003      |
| GV       | Saruna               | Sargans            | mixte     | allemand          | 1992      |
| FHV      | Turania              | Winterthour        | masculine | allemand          | 1892      |

## Organe officiel
La SES dispose de son journal Civitas, bimestriel abordant les questions internes à la Société ainsi que des questions sociales et politiques.

## Quelques membres de la SES
- Daniel Anrig, ancien commandant de la Garde suisse pontificale
- Joseph Bovet (1879-1951), compositeur et chef de chœur
- Dominique de Buman, Conseiller National
- Flavio Cotti, ancien Conseiller fédéral
- Kurt Furgler, ancien Conseiller fédéral
- Amédée Grab, ancien évêque de Lausanne, Genève et Fribourg, puis de Coire
- Pierre Hemmer, chef d'entreprise
- Arnold Koller, ancien Conseiller fédéral
- Doris Leuthard, ancienne Conseillère fédérale
- Raymond Loretan
- Augustin Macheret, ancien Conseiller d'État du canton de Fribourg
- Elmar Theodor Mäder, ancien commandant de la Garde suisse pontificale
- Cardinal Gaspard Mermillod
- Ruth Metzler, ancienne Conseillère fédérale
- Giuseppe Motta, ancien Conseiller fédéral
- Cardinal Henri Schwery
- Bienheureux Maurice Tornay
- Guido A. Zäch